# Eugen York
Eugen York (Rybinsk, Rusia, 26 de noviembre de 1912 – Berlín, Alemania, 18 de noviembre de 1991) fue un guionista, director de cine y de televisión alemán.
Dirigió 35 películas entre 1938 y 1984.

## Filmografía (selección)
- 1945: Heidesommer
- 1948: Morituri
- 1949: Die letzte Nacht
- 1950: Lockende Gefahr
- 1952: Das Sparschwein
- 1955: Das Fräulein von Scuderi
- 1956: Ein Herz kehrt heim
- 1957: Das Herz von St. Pauli
- 1958: Der Greifer
- 1958: Der Mann im Strom
- 1960: Aufruhr (auch Drehbuch)
- 1963: Haus der Schönheit
- 1964: Nebelmörder
- 1966: Spätsommer
- 1967: Das Kleine Teehaus
- 1971: Der Opernball (auch Drehbuch)
- 1972: Paganini (auch Drehbuch)
- 1973: Gräfin Mariza
- 1977: Das Gesetz des Clans
- 1979: Ja, das Studium der Weiber ist schwer...
- 1982: Schuld sind nur die Frauen